# Яковлев, Василий Васильевич (Герой Советского Союза)
Васи́лий Васи́льевич Я́ковлев (13 августа 1925 — 30 июля 1960) — ефрейтор Рабоче-крестьянской Красной Армии, участник Великой Отечественной войны. Герой Советского Союза (1945).

## Биография
Родился 13 августа 1925 года в деревне Сермакса (ныне — Турыгино Лодейнопольского района Ленинградской области) в семье служащих. Окончил 9 классов средней школы. С 1941 года жил в Молотовской области (ныне Пермский край), работал в колхозе Юго-Осокинского района (ныне Пермский район).
В декабре 1941 года (по другим данным — в декабре или октябре 1942 года) призван в Рабоче-крестьянскую Красную Армию Юго-Осокинским райвоенкоматом Молотовской области.
На фронтах Великой Отечественной войны с августа 1943 года, воевал на Северо-Кавказском фронте, Крымском полуострове и 1-м Белорусском фронте. К осени 1944 года ефрейтор Яковлев — автоматчик 696-го стрелкового полка 383-й стрелковой дивизии. Был ранен, 1 ноября 1944 года за мужество, проявленное в боях на территории Украины, награждён медалью «За отвагу».
Проявил себя в бою при форсировании Одера в районе немецкого города Фюрстенберг 5 февраля 1945 года. По сигналу Яковлев первым бросился по льду через реку и под сильным огнем противника, проваливаясь под лед, первым достиг западного берега реки. Ворвавшись в расположение немецких сил, гранатами он уничтожил расчёт пулемёта противника и тем самым дал возможность успешно переправиться другим бойцам. Закрепившись на плацдарме и расширяя его, сумел отразить 3 контратаки, уничтожив при этом до 10 солдат противника. Попав в окружение, гранатами и огнём автомата уничтожил до 10 гитлеровцев. Своими действиями Яковлев обеспечил поставленной командованием боевой задачи.
Указом Президиума Верховного Совета СССР от 24 марта 1945 года «за образцовое выполнение боевых заданий командования на фронте борьбы с немецкими захватчиками и проявленные при этом отвагу и геройство» ефрейтору Яковлеву было присвоено звание Героя Советского Союза.
31 марта 1945 года Яковлев был тяжело ранен в голову, после чего на фронт больше не вернулся. В 1948 году уволен в запас.
По возвращении домой поступил в Лодейнопольский механический техникум железнодорожного транспорта Кировской железной дороги (ныне — Петрозаводский колледж железнодорожного транспорта Петербургского государственного университета путей сообщения), в 1953 году окончил его с отличием; в этом же году вступил в КПСС. Работал механиком в локомотивном депо станции Волховстрой Октябрьской железной дороги, потом перешёл в сварочный цех. Последнее время работал инженером по подготовке кадров.
Жил в городе Волхов. Скончался 30 июля 1960 года. Похоронен на Новооктябрьском кладбище Волхова.

## Награды
- Герой Советского Союза (Указ Президиума Верховного Совета СССР от 24 марта 1945 года, орден Ленина и медаль «Золотая Звезда»)[1]
- медаль «За отвагу» (1 ноября 1944 года)[2]
- другие награды

## Память
- На бывшем здании техникума, в котором учился Яковлев, в память о нём установлена мемориальная доска[1].
- 7 мая 2010 года на могиле Яковлева на Новооктябрьском кладбище Волхова был установлен новый надгробный памятник[1].